# Шевченко Йосип Григорович
Шевченко Йосип Григорович (8 (20) квітня 1821 — † бл. 1878) — молодший брат Тараса Шевченка.
Народився в селі Кирилівка (нині Шевченкове), Звенигородського повіту, на Київщині.
У Йосипа було четверо дітей: Трохим (1843), Андрій (1845), Василина (1849) та Іван (1854).
Тарас Шевченко разом з сестрою Яриною хрестив Йосипового сина Трохима 20 вересня (2 жовтня) 1843 року.
Тарас Шевченко гостював у Йосипа під час подорожей в Україну 1845 та 1859 року.
19 березня 1860 року, Тарасові вдалося організувати листа від членів Товариства літераторів і вчених (М. Г. Чернишевського, I. С. Тургенєва та ін.) на ім'я жаботинського поміщика Валеріана Фліорковського, з проханням відпустити двох братів та сестру на волю.
Фліорковський, під впливом громадської думки та переговорів з М. Д. Новицьким, погодився відпустити його родичів без викупу, безкоштовно, але не наділивши їх землею. Дізнавшись, що поміщик відпустив їх без землі, Тарас радив Йосипові, Микиті та Ярині не приймати волі, оскільки розумів, що без землі вони приречені на жебрацтво, чи наймитування.
28 липня 1860 року він написав листа Фліорковському, в якому, з одного боку, подякував за його згоду звільнити своїх родичів з кріпацтва, а з іншого, натякає, що варто все ж таки було б наділити їх землею.
Зрештою, Йосип Шевченко погодився на визволення від кріпацтва і без земельного наділу, чим викликав невдоволення Тараса Григоровича.
Праправнуком Йосипа є письменник Відоменко Олександр Андронікович.